# Ihab Kareem
Ihab Kareem (26 januari 1981 – Bagdad, 20 februari 2007) was een  Iraaks voetballer die speelde als aanvallende middenvelder voor de club Al Sinaa.
Hij stierf in het ziekenhuis aan verwondingen opgelopen door een exploderende autobom in Bagdad op 20 februari 2007 op een leeftijd van 26 jaar.